# Baudre
Baudre är en kommun i departementet Manche i regionen Normandie i norra Frankrike. Kommunen ligger i kantonen Saint-Lô-Est som tillhör arrondissementet Saint-Lô. År 2022 hade Baudre 595 invånare.

## Befolkningsutveckling
Antalet invånare i kommunen Baudre
| Referens: INSEE |